# Großsteingrab Nørreskov 1
Das Großsteingrab Nørreskov 1 ist eine megalithische Grabanlage der jungsteinzeitlichen Nordgruppe der Trichterbecherkultur im Kirchspiel Værløse in der dänischen Kommune Furesø.

## Lage
Das Grab liegt östlich von Værløse im Süden des Waldgebiets Nørreskov, östlich des Frederiksborgvej. In der näheren Umgebung gibt bzw. gab es zahlreiche weitere megalithische Grabanlagen.

## Forschungsgeschichte
In den Jahren 1889 und 1938 führten Mitarbeiter des Dänischen Nationalmuseums Dokumentationen der Fundstelle durch.

## Beschreibung
Die Anlage besaß ursprünglich eine Hügelschüttung unbekannter Form (rund?) und Größe, die sich heute nur noch in Resten abzeichnet. Fünf große, umherliegende Steine könnten Reste der Umfassung sein (1889 waren noch sieben vorhanden).
Die Grabkammer ist wohl als Dolmen anzusprechen. Sie ist ost-westlich orientiert und hat eine erhaltene Länge von 0,9 m. Es sind noch ein Wandstein einer Langseite sowie ein angrenzender Abschlussstein einer Schmalseite erhalten. Zwischen den beiden Steinen sind Reste von Trockenmauerwerk aus kleinen Steinen erhalten. Der Boden der Kammer ist mit verbranntem Feuerstein bedeckt.